# Consejo de Asociaciones de Fútbol de África del Sur
El Consejo de Asociaciones de Fútbol de África del Sur, oficialmente abreviado como COSAFA, es una asociación de fútbol entidad organizadora. Fue lanzado en 1997 formada por los miembros de la Confederación Africana de Fútbol (CAF), Angola, Botsuana, Comoras, Lesoto, Madagascar, Malaui, Mauricio, Mozambique, Namibia, Sudáfrica, Seychelles, Suazilandia, Zambia y Zimbabue. Conformado así el grupo del sur por estas 14 federaciones.

## Competiciones
- Copa COSAFA
- Copa COSAFA Femenina
- Copa Sub-20 de la COSAFA
- Copa Sub-17 de la COSAFA
- Copa Sub-20 Femenina de la COSAFA
- Copa Sub-17 Femenina de la COSAFA
- Campeonato de Clubes Femenino de la COSAFA

## Comité ejecutivo
| Presidente              |                         | |
| Seychelles              | Suketu Patel            | * Presidente de la Federación de Fútbol de Seychelles. * Miembro del Comité Ejecutivo de la Confederación Africana de Fútbol (CAF).                                                                                         |
| Vicepresidente          |                         | |
| Lesoto                  | Salemane J Phafane KC   | * Presidente de la Asociación de Fútbol de Lesoto * Miembro del Comité de Asociaciones de la FIFA *Comité de Mujeres de la Confederación Africana de Fútbol (CAF) *Comisión del Futsal *Presidente del Comité Legal COSAFA. |
| Director de Operaciones |                         | |
| Sudáfrica               | Sue Destombes           | |
| Miembros                |                         | |
| Suazilandia             | Timothy Shongwe         | * Vicepresidente de la Asociación Nacional de Fútbol de Suazilandia |
| Zimbabue                | Wellington Nyatanga     | * Presidente de la Asociación de Fútbol de Zimbabue |
| Malaui                  | Walter Nyamilandu-Manda | * Presidente de la Asociación de Fútbol de Malaui |
| Namibia                 | John Muingo             | * Presidente de la Asociación de Fútbol de Namibia |
| Mozambique              | Faisel Sidaet           | * Presidente de la Federación de Fútbol de Mozambique |

La duración del mandato del Presidente de la COSAFA es de cinco años y la del Vicepresidente es de cuatro años.

## Miembros de la COSAFA
Todas las asociaciones que se unieron en 1997, fueron los fundadores de la COSAFA. Comoras es el único miembro de la COSAFA que también es miembro de la Unión de Asociaciones de fútbol árabes. Además, todos disputan la Copa Cosafa.
| País:       | Año: | Órgano de gobierno:                          |
| ----------- | ---- | -------------------------------------------- |
| Angola      | 1997 | Federación Angoleña de Fútbol                |
| Botsuana    | 1997 | Asociación de Fútbol de Botsuana             |
| Comoras     | 2007 | Federación Comorense de Fútbol               |
| Lesoto      | 1997 | Asociación de Fútbol de Lesoto               |
| Madagascar  | 2000 | Federación Malgache de Fútbol                |
| Malaui      | 1997 | Asociación de Fútbol de Malaui               |
| Mauricio    | 2000 | Asociación de Fútbol de Mauricio             |
| Mozambique  | 1997 | Federación de Fútbol de Mozambique           |
| Namibia     | 1997 | Asociación de Fútbol de Namibia              |
| Sudáfrica   | 1997 | Asociación de Fútbol de Sudáfrica            |
| Seychelles  | 2000 | Federación de Fútbol de Seychelles           |
| Suazilandia | 1997 | Asociación Nacional de Fútbol de Suazilandia |
| Zambia      | 1997 | Asociación de Fútbol de Zambia               |
| Zimbabue    | 1997 | Asociación de Fútbol de Zimbabue             |

## Clasificación Mundial de la FIFA
La más reciente Clasificación mundial de la FIFA del 21 de octubre de 2021 muestra a los equipos de la COSAFA:

| Puesto Ranking FIFA | País        | Puntos | Cambio |
| ------------------- | ----------- | ------ | ------ |
| 66.º                | Sudáfrica   | 1361   | 7      |
| 87.º                | Zambia      | 1260   | 2      |
| 99.º                | Madagascar  | 1218   | 1      |
| 108.º               | Namibia     | 1175   | 2      |
| 118.º               | Zimbabue    | 1147   | 5      |
| 120.º               | Malaui      | 1146   | 5      |
| 122.º               | Mozambique  | 1144   | 6      |
| 129.º               | Angola      | 1124   | 0      |
| 132.º               | Comoras     | 1112   | 1      |
| 144.º               | Lesoto      | 1057   | 1      |
| 146.º               | Suazilandia | 1054   | 1      |
| 149.º               | Botsuana    | 1051   | 1      |
| 172.º               | Mauricio    | 964    | 2      |
| 199.º               | Seychelles  | 862    | 0      |